# إليسا ألتو
إليسا ألتو Elissa Aalto (1922 – 1994) معمارية وكاتبة فنلندية. وهي أرملة المعماري الفنلندي الشهير ألفار آلتو الذي توفي عام 1976. قامت مع زوجها وهارالد دايلمان بتصميم دار أوبرا مدينة إيسن الألمانية. توفيت عام 1994 ودفنت في مقبرة هيتانيمي في هلسنكي في فنلندا بجوار زوجها.